# Bandera de Salitre

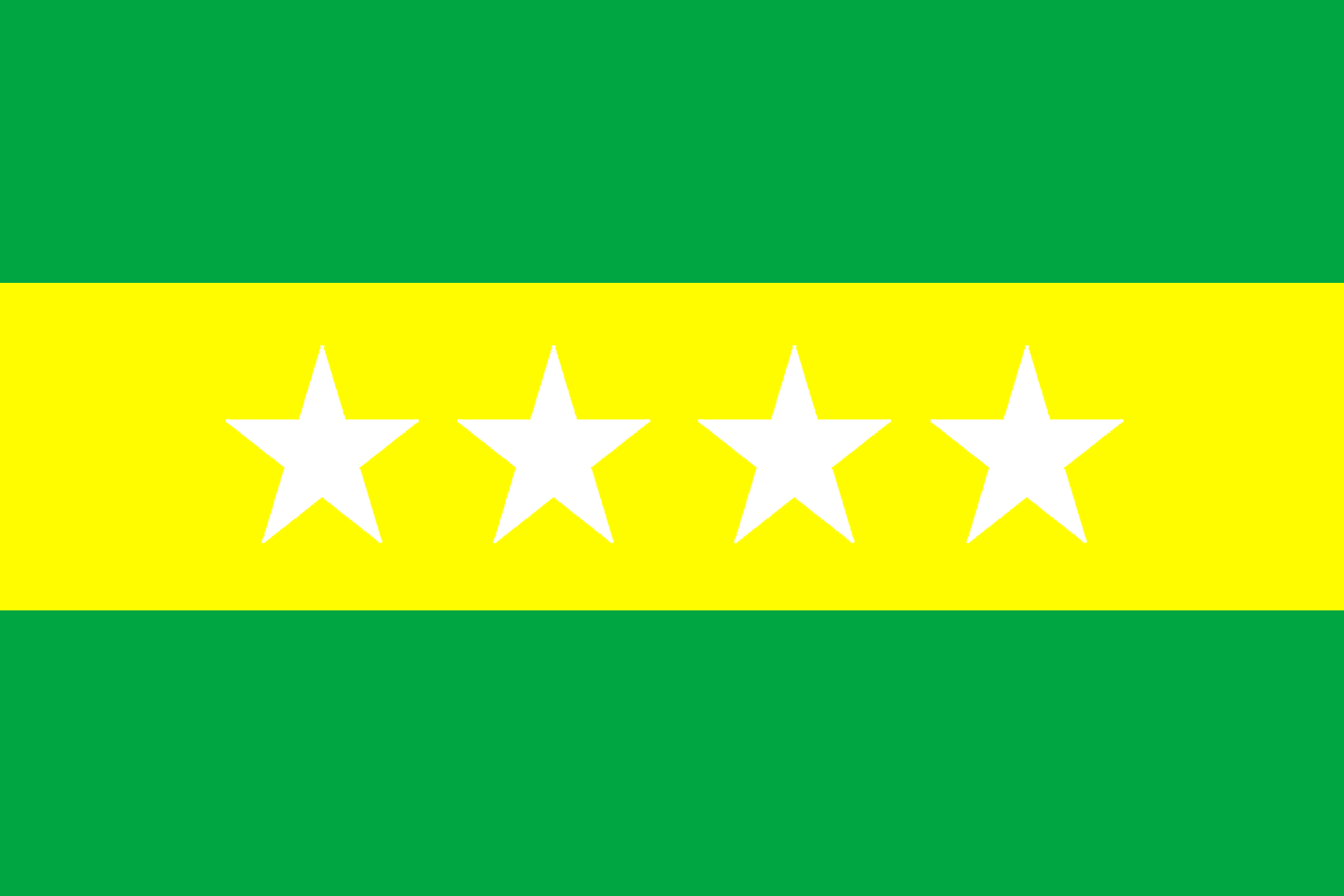
Bandera del Cantón Salitre

La bandera del Cantón Salitre es un paño rectangular formado por tres franjas horizontales, dos franjas verdes y una amarilla en el centro, a la cual se le incluyen cuatro estrellas representando las cuatro parroquias existentes (Anteriormente se usaban tres, pues eran tres parroquias).

## Descripción

### Colores y simbolismo
Verde, Amarillo, Verde.
- Verde: Sus dos franjas verdes representan al campo y sus riquezas,como también a la esperanza de su gente.
- Amarillo: Representa el oro y al sol que abraza a los campesinos en sus jornales y las riquezas que posee el cantón junto a cuatro estrellas que representan las cuatro parroquias que lo conforman, La Victoria, Junquillal, Salitre y Vernaza.

- Datos: Q97184571